# Pseudohelice
Pseudohelice is een geslacht van kreeftachtigen uit de klasse van de Malacostraca (hogere kreeftachtigen).

## Soort
- Pseudohelice subquadrata (Dana, 1851)